# پالت (خوراک)
پالت یک دامپلینگ سیب زمینی سنتی سوئدی است که با گوشت پر شده‌است، که انواع مختلفی از آن وجود دارد. پالت بیشتر در قسمت شمالی سوئد رایج است. پالت به‌طور سنتی با کره و کنسرو لینگونبری و یک لیوان شیر سرد در کنار آن سرو می‌شود.

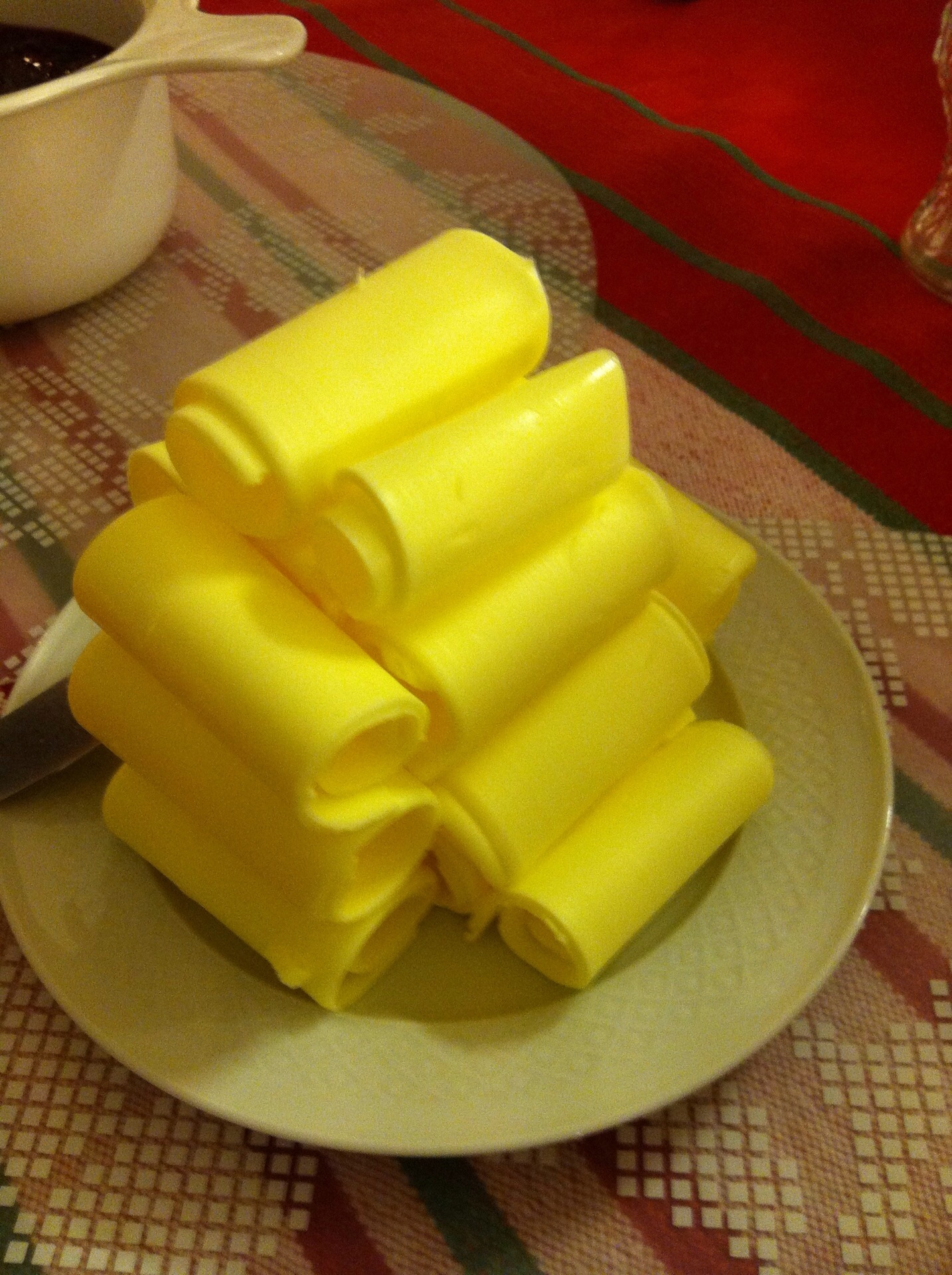
کره در پشته آماده شده تا روی پالت سرو شود

## تغییرات
پالت خون  یک غذای سوئدی قدیمی است که هنوز در شمال سوئد و فنلاند رایج است. تاریخچه این غذا به زمانی برمی گردد که خانواده‌ها با دقت از تمام قسمت‌های حیوانات برای دریافت غذای کافی استفاده می‌کردند.
پالت خون از خون (گاو یا خوک در جنوب، گوزن شمالی در شمال) مخلوط با آرد ساخته می‌شود که بیشترین استفاده از آن چاودار، گندم یا جو است. بعد از اینکه در طول شب متورم شد، پوره سیب زمینی زمستانه به آن اضافه می‌شود. سپس «خمیر» را به صورت توده درمی‌آورند و می‌جوشانند تا شناور شوند و سپس با گوشت خوک سرخ شده سرو می‌کنند. این باعث شد این غذا به یک وعده غذایی مغذی تبدیل شود که اغلب در فصل تاریک سال خورده می‌شود.

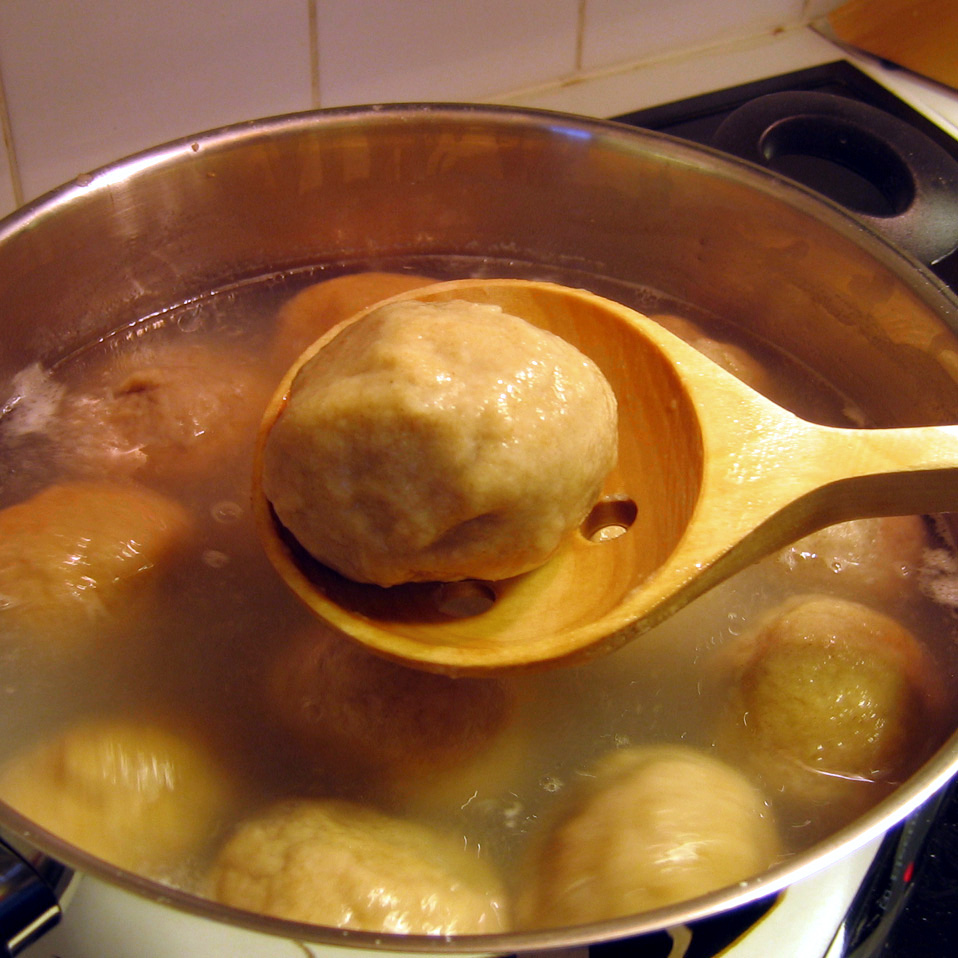
دامپلینگ پیتپالت

پیپالت یک پالت سیب زمینی و مخصوص شهر پیته‌آ است، اگرچه انواع آن در کل کشور خورده می‌شود. این غذای سوئدی تقریباً به اندازه خانواده‌های پیته‌آ تنوع دارد، اما آنها ترکیبی از آرد گندم و جو مشترک دارند (در حالی که سایر انواع پالت سیب‌زمینی ممکن است از آردهای دیگری مانند چاودار استفاده کنند یا جو را حذف کنند) و می‌توانند هر دو را داشته باشند. و می‌توان آن را با مواد پرکننده غیر از گوشت خوک، مانند گوشت چرخ کرده، یا اصلاً هیچ پر کرد، که به آن فلت پالت می‌گویند.
تمام پالت از سیب‌زمینی خام درست می‌شود، در حالی که دامپلینگ‌هایی که از سیب‌زمینی از قبل آب‌پز تهیه می‌شوند، کروپکاکور نامیده می‌شود. این به پیپالت رنگ تیره تری در مقایسه می‌دهد.